# Impanacja
Impanacja (łac. impanatio 'wchlebienie' od im- 'w-' i panis 'chleb') – pogląd dotyczący związku pomiędzy ciałem Chrystusa a chlebem w Eucharystii. Stanowisko to oparte jest na analogii do teorii unii hipostatycznej: na tej samej zasadzie, jak Bóg stał się ciałem w osobie Jezusa Chrystusa, tak staje się on chlebem w Eucharystii. Kościół katolicki uznał impanację za herezję, zaś Kościoły luterańskie odrzuciły ją w ramach przyjęcia Formuły Zgody.
Zobacz też:
- konsubstancjacja
- transsubstancjacja